# Tomokazu Nagira
Tomokazu Nagira (柳楽 智和 Nagira Tomokazu?, nacido el 17 de octubre de 1985 en Shimane) es un exfutbolista japonés. Jugaba de guardameta y su último club fue el Gainare Tottori de Japón.

## Trayectoria

### Clubes
| Club            | País  | Año         |
| --------------- | ----- | ----------- |
| Avispa Fukuoka  | Japón | 2004 - 2010 |
| FC Tokyo        | Japón | 2011        |
| Gainare Tottori | Japón | 2012 - 2013 |

## Estadística de carrera

### J. League
| Club            | Año   | J. League | J. League | Copa J. League | Copa J. League | Total | Total |
| Club            | Año   | Part.     | Goles     | Part.          | Goles          | Part. | Goles |
| --------------- | ----- | --------- | --------- | -------------- | -------------- | ----- | ----- |
| Avispa Fukuoka  | 2004  | 0         | 0         | -              | -              | 0     | 0     |
| Avispa Fukuoka  | 2005  | 1         | 0         | -              | -              | 1     | 0     |
| Avispa Fukuoka  | 2006  | 8         | 0         | 0              | 0              | 8     | 0     |
| Avispa Fukuoka  | 2007  | 11        | 0         | -              | -              | 11    | 0     |
| Avispa Fukuoka  | 2008  | 27        | 1         | -              | -              | 27    | 1     |
| Avispa Fukuoka  | 2009  | 35        | 0         | -              | -              | 35    | 0     |
| Avispa Fukuoka  | 2010  | 11        | 0         | -              | -              | 11    | 0     |
| FC Tokyo        | 2011  | 1         | 0         | -              | -              | 1     | 0     |
| Gainare Tottori | 2012  | 16        | 1         | -              | -              | 16    | 1     |
| Gainare Tottori | 2013  | 40        | 1         | -              | -              | 40    | 1     |
| Total           | Total | 150       | 3         | 0              | 0              | 150   | 3     |

## Palmarés

### Títulos nacionales
| Título    | Club     | País  | Año  |
| --------- | -------- | ----- | ---- |
| J2 League | FC Tokyo | Japón | 2011 |